# Diecezja Treviso
Diecezja Treviso – diecezja Kościoła rzymskokatolickiego w północno-wschodnich Włoszech, w metropolii Wenecji, w regionie kościelnym Triveneto.
Została erygowana w IV wieku. Wchodzące w jej skład parafie znajdują się na obszarze czterech świeckich prowincji: Treviso, Wenecji, Padwy i Vicenzy.